# Капустин, Борис Васильевич
Бори́с Васи́льевич Капу́стин (1948—1996) — советский прозаик, поэт и журналист.

## Биография
Родился в Ростове-на-Дону, вырос в Барнауле.
В 1964 окончил барнаульскую среднюю школу № 27.
Учился в Московском государственном университете на факультете журналистики и в Барнаульском пединституте на филологическом факультете. Служил в армии. Работал на краевом радио, в многотиражных газетах. Стихи публиковались в краевых и центральных газетах, журналах, коллективных сборниках. Алтайское книжное издательство выпустило всего две его книги: «Тайному другу» (1988), «Строгая зима» (1991). За первую был удостоен премии имени В. М. Шукшина.
Капустин — поэт ярко выраженного богемного направления. Он почти не участвовал в общественных мероприятиях, мало печатался, редко шел на компроссимы. Почти невозможно найти в его творчестве дежурных для алтайской поэзии стихов на патриотическую тематику, о героях труда. Он избрал для себя, как прибежище, область классического искусства. Многие его стихи — музейные, о великих художниках, поэтах, о непреходящих ценностях в категориях добра и зла, любви и ненависти.
Последние годы, сбитый с толку новой российской реальностью и не принимающий её, он становится язвительным, его стихи отдают душевным неуютом, типа «а проподи оно все пропадом, всё одно — подыхать». Не очень признанный при жизни — лишь в перестроечные годы, и то частью за свой счет, он издал два своих сборника, — он назывался настоящей легендой алтайской литературы после смерти. Почти половина одного из номеров журнала «Барнаул» была посвящена воспоминаниям о нём, анализу его творчества.
Скончался 29 августа от инфаркта миокарда; похоронен на Черницком кладбище в Барнауле.